# 古池雄
古池 雄（こいけ たけし、1972年1月12日 - ）は、青森放送（RAB）報道部の社員で元アナウンサー。山形県山形市出身。身長189cm。

## 人物
山形県立山形南高校を経て東北学院大学卒業後、1994年4月に入社（同期は松尾志織）。2009年4月には報道部に異動。
両親も元アナウンサー。父の古池常泰は地元にある山形放送（YBC）の元アナウンサー。2003年の定年退職後も同局のラジオ・テレビに登場していた。母の古池一子も山形放送、山形テレビ（YTS）の元アナウンサーで退職後は主に結婚式の司会を担当している。
2004年8月に看護師の女性と結婚した。現在娘が二人いる。
口癖は「幸せな家庭をつくる」好きな言葉は「風になりたい」。
特技は歯笛。また、自他共に認めるゲーム好きである。
大の車好きでもある。
2012年9月29日のサタデー夢ラジオの最終回で、2009年4月の人事異動後3年半ぶりにコメントによる出演をした。

## 過去の担当番組
- RABニュースレーダー（佐藤義之、鮫島大史のリリーフ）
- 東奥日報ニュース（平日朝・昼）
- 活彩あおもり（リポーター・ナレーション）
- ジョガドール
- スポーツ実況
- あおもりTODAY（2006年10月より木曜・金曜担当）
- 海の気象ニュース（2006年10月より木曜・金曜担当）
- 古池雄とサタデー夢ラジオパーソナリティー（1999年10月〜2004年3月）
- ナイトブリッジ・フォー・ユー水曜日「Breathe easy（以前はNighty-Night）」（2005年ナイターオフシーズンまで）
- おはようワイドあおもり（水・木・金曜 2005年4月〜2006年9月）
- MUSIC Heart-Land（青森・野辺地地区のみでの放送。 〜2006年9月）
- おしゃれにイングリッシュタイム
- 天国への手紙（2007年4月～2008年12月・2代目パーソナリティー）
- BrainChild!
- 上北の物語（朗読）
- 地上アナログ放送のオープニング・クロージング